# Hamnøya (Giske)

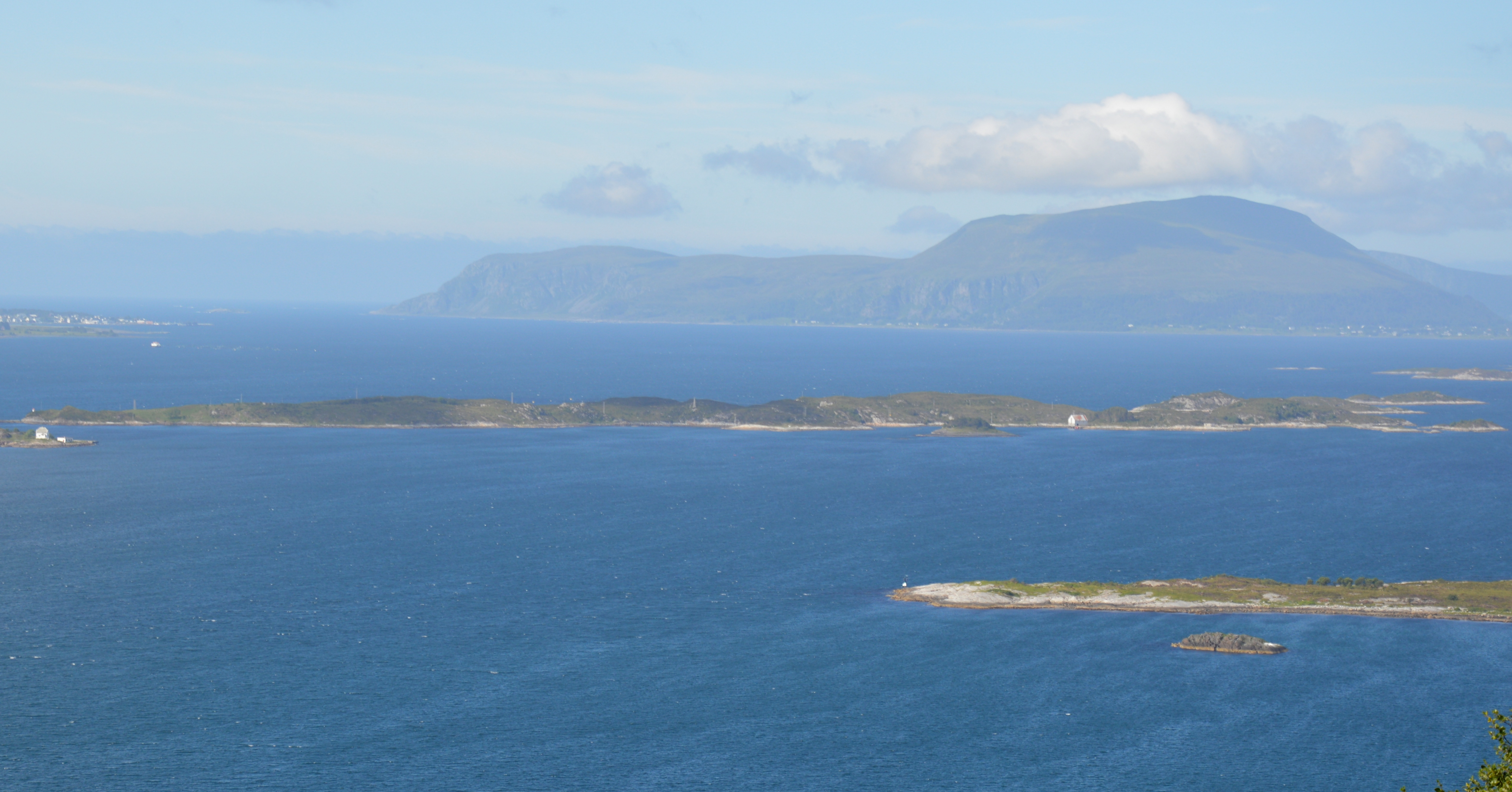
Hamnøya, Blick vom Aksla

Hamnøya ist eine Schäreninsel am westlichen Ende des Grytafjord in Norwegen und gehört zur Gemeinde Giske der norwegischen Provinz Møre og Romsdal.
Westlich erstreckt sich die Insel Valderøya, nördlich Kråkereit, Litlebrattholmen und Brattholmen, östlich Kalvøya, Pampusholmane, Rugholmen, südlich Vilhelmsholmen und südwestlich Kjeholmen.
Die langgestreckte felsige Insel hat eine Ausdehnung von Südwest nach Nordosten von etwa 1,5 Kilometern bei einer Breite von bis zu ungefähr 400 Metern. Sie erreicht eine Höhe von bis zu 30 Metern, ist karg und nur wenig bewachsen. Es bestehen mehrere Aufbauten. An ihrem westlichen Ende liegt der Hof Oksebåsen.